# Joe Lally
Joe Lally, född 3 december 1963 i Silver Spring, är en amerikansk basist, mest känd för sitt arbete med bandet Fugazi. Han har jobbat med John Frusciante och Josh Klinghoffer på albumen Automatic Writing och AW II under namnet Ataxia. 
Tidigt 2002 gick Lally ihop med Shelby Cinca och Jason Hamacher i ett projekt som från början kallades The Black See men bytte sedan namn till Decahedron. De släppte en EP innan Lally lämnade bandet. Han debuterade 2006 som soloartist med albumet There to Here.

## Diskografi
Soloalbum
- 2006 – There to Here
- 2007 – Nothing Is Underrated
- 2011 – Why Should I Get Used to It

Album med Fugazi
- 1990 – Repeater
- 1991 – Steady Diet of Nothing
- 1993 – In on the Kill Taker
- 1995 – Red Medicine
- 1998 – End Hits
- 2001 – The Argument

Album med Ataxia
- 2004 – Automatic Writing
- 2007 – AW II

Album med The Messthetics
- 2018 – The Messthetics
- 2019 – Anthropocosmic Nest